# Jean-Yves Tadié

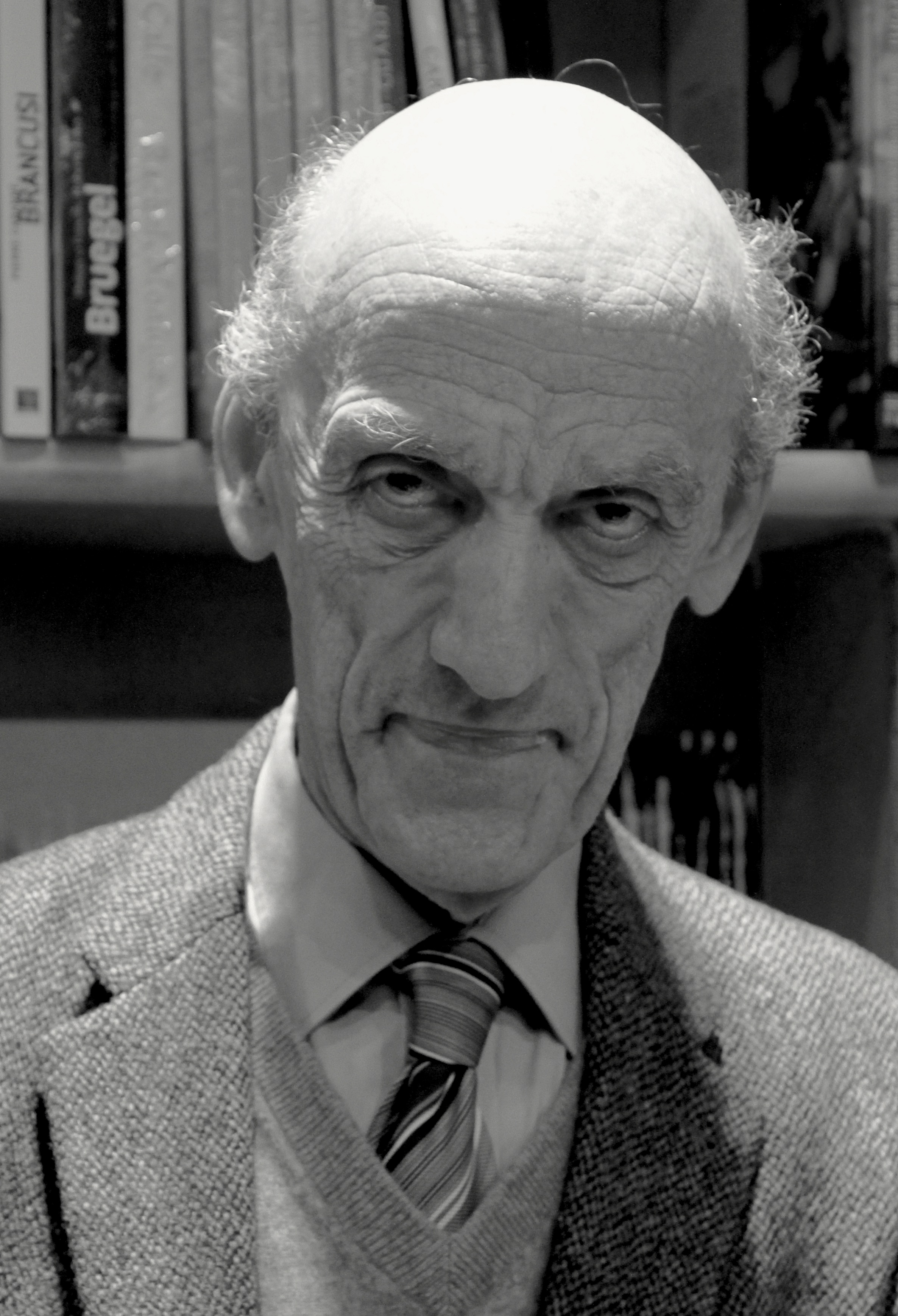
Jean-Yves Tadié, 2013.

Jean-Yves Marie Tadié (geboren am 7. September 1936 in Boulogne-Billancourt) ist ein französischer Literaturwissenschaftler und emeritierter Professor für französische Literatur der Sorbonne.

## Leben und Werk
Tadié ist ein Absolvent der École normale supérieure (Paris), an der er 1956 promoviert wurde. Nach einer kurzen Zeit als Dozent in Oxford, wurde er an die Universität Paris IV berufen und blieb dort bis zu seiner Emeritierung. Er war zeitweise Direktor des Institut français in London und im Jahre 1988 Marshal Foch Professor of French Literature an der Universität Oxford. Er lehrte zeitweise auch an den Universitäten Yaoundé, Alexandria und Kairo.
Als Spezialist für Marcel Proust besorgte er bei Gallimard die Neuausgabe der Recherche in der Bibliothèque de la Pléiade und verfasste eine umfangreiche Proust-Biographie. Die Neuausgabe zeichnet sich vor allem durch Neufassungen in den Texten der postumen Bände aus, die Proust wiederholt, aber noch nicht final bearbeitet hatte. Ansonsten beschränkt sie sich auf die Korrektur offensichtlicher Fehler sowie einiger bizarrer Eigenheiten von Prousts Interpunktierung.
Neben seiner Arbeit zu Proust hat Tadié auch die Gesamtausgabe der Werke von Nathalie Sarraute und zwei Bände der Schriften von André Malraux herausgegeben. Bei Gallimard war er verantwortlich für die Serien Folio classique und Folio théâtre. Für seine Arbeiten zu Proust wurde Tadié 1988 mit dem Preis der Académie française ausgezeichnet. 1991 wurde er zum korrespondierenden Mitglied der British Academy gewählt. 2011 wurde Jean-Yves Tadié zum Commandeur des Arts et Lettres ernannt.